# Liste neureligiöser Bewegungen
Dies ist eine Liste neureligiöser Bewegungen. Sie erhebt keinen Anspruch auf Vollständigkeit.

## Spektren, Strömungen, Erscheinungsformen
- Anthroposophie
- Esoterik
- Freimaurerei (teilweise[1])
- Heidentum sowie Neopaganismus
- Mazdaznan
- Neuoffenbarung
- New Age
- Okkultismus
- Rastafari-Bewegung
- Rosenkreuzer
- Satanismus
- Ufoglaube

## Organisationen
- Aetherius Society
- Agon-shū
- Ahmadiyya
- Aktionsanalytische Organisation
- Al-Ahbāsch
- Ananda Marga
- Anastasia-Bewegung
- Antonianer
- Apostel der unendlichen Liebe
- Aschram Schambaly
- Astrum Argenteum
- Atarashiki Mura
- Barquinha
- Bewegung zur Wiederherstellung der Zehn Gebote
- Bhakti Marga (Religionsgemeinschaft)
- Brahma Kumaris
- Branch Davidians
- Bruno Gröning-Freundeskreis
- Buddhistische Gemeinschaft Triratna
- Bussho Gonenkai Kyōdan
- Caodaismus
- Chen Tao
- Children of God (deutsch: Kinder Gottes)
- Christ Embassy
- Christian Science
- Christliche Universalkirche des Neuen Jerusalem
- Christliche Wissenschaft
- Christliches Centrum Rhema
- Church of Divine Science
- Church of Satan
- Divine Light Zentrum
- Elan Vital
- Eckankar
- Elohim City
- Esoterische Gemeinschaft Sivas
- Falun Gong
- Fiat Lux (neureligiöse Bewegung)
- Ganden Tashi Choeling
- Geistchristentum
- Gemeinde Gottes des Weltmissionsvereins
- Gralsbewegung
- Große Universelle Bruderschaft
- Happy Science
- Hare-Krishna-Bewegung / ISKCON
- Heavenly Culture, World Peace, Restoration of Light
- Heaven’s Gate
- Hellenismos (Religion)
- Hòa Hảo
- Holic-Gruppe
- Humanistische Bewegung
- Indigo-Kinder
- Inflationsheiliger
- Israelite House of David
- Ittōen
- Johannische Kirche
- Kabbalah Centre
- Kawwana – Kirche des Neuen Aeon
- Kenshōkai
- Kirche des Allmächtigen Gottes
- Kirche des Letzten Testaments (Wissarion)
- Kōfukukai Yamagishi-kai
- Kokuchūkai
- Konkōkyō
- Kurozumikyō
- Landmark Worldwide
- Lectorium Rosicrucianum
- Legio Maria
- Licht-Oase
- Liberalkatholische Kirche
- Lumpa-Bewegung
- Makuya
- Marienkinder
- Mazdaznan
- Misanthropic Luciferian Order
- Mukyōkai
- Myōchikai Kyōdan
- Myōdōkai Kyōdan
- Nation of Islam
- Neo-Sannyas (auch Bhagwan / Osho-Bewegung genannt)
- Neue Kirche (Swedenborgianer)
- Neugeist-Bewegung
- Nipponzan-Myōhōji-Daisanga
- Ōmoto
- Ōmu Shinrikyō
- Order of Nine Angles
- Organische Christus-Generation
- Palmarianisch-katholische Kirche
- Peoples Temple (Jonestown-Massaker)
- Raelismus
- Raimundo Irineu Serra
- Reiyūkai
- Religious Science
- Risshō Kōseikai
- Rosenkreuzertum
- Sahaja Yoga
- Sant Mat
- Santería
- Santo Daime
- Scientology-Kirche
- Shincheonji
- Seichō-no-Ie
- Shinji Shūmeikai
- Shinnyo-En
- Siegesaltar
- Sōka Gakkai
- Sonnentempler
- Stamm der Likatier
- Stella Matutina (Orden)
- Subud
- Tanatra
- Temple of Set
- Temple of The Black Light
- Tenrikyō
- Tenshō Kōtai Jingūkyō
- The Process Church of The Final Judgment
- Thelema
- Trainingszentrum zur Freisetzung der Atmaenergie
- Transzendentale Meditation
- Unity Church
- Universelle Weiße Bruderschaft
- Universelles Leben
- Vereinigungskirche (bekannter als „Mun-Sekte“)
- The Way International
- Weiße Bruderschaft (Kiew)
- Weixinismus
- Wissenschaft der Spiritualität
- Won-Buddhismus
- Wort und Geist
- ZEGG
- Die Zeitgeist Bewegung
- Zwölf Stämme (Glaubensgemeinschaft)